# Lucilia quieta
Lucilia quieta är en tvåvingeart som först beskrevs av Giglio-tos 1893.  Lucilia quieta ingår i släktet Lucilia och familjen spyflugor. Inga underarter finns listade i Catalogue of Life.